# Vagju
Vágju (和牛, Wagyū, japonsko govedo) je katera koli od štirih japonskih pasem govedi.
Na več območjih Japonske govedina vagju nosi imena območij. Nekaj primerov so Macusaka, Kobe, Jonezava, Mišima, Omi in Sanda. V zadnjih letih se je delež maščobe v govedini vagju povečal zaradi manjše paše in večje uporabe krme, zaradi česar je govedo večje in bolj mastno.

## Zgodovina
Obstajajo štiri pasme vagju:
- japonsko črno govedo (黒毛和種, Kuroge vašu)
- japonsko brezrogo govedo (無角和種, Mukaku vašu)
- japonsko rjavo govedo (褐毛和種, Akage vašu ali Akauši)
- japonsko kratkorogo govedo (日本短角和種, Nihon Tankaku vašu).[5][6]

Japonsko črno govedo je pasma, ki predstavlja 90 % vsega pitanega goveda na Japonskem. Linije japonskega črnega goveda so totori, tadžima, šimane in okajama. Japonska rjava, znana tudi kot japonska rdeča, je druga glavna pasma; v to pasmo spadata tudi liniji koči in kumamoto. Japonska kratkoroga pasma predstavlja manj kot en odstotek vsega goveda na Japonskem.

## Ekonomski pomen
V kombinaciji z redkostjo in počasnim pitanjem meso goveda vagju ni le poslastica, ampak tudi iskan luksuzni izdelek. Za čistopasemsko govedo vagju se dosegajo cene v petmestnem območju evra. Kilogram mesa vagju lahko stane tudi več kot 1000 evrov, odvisno od izvora in razreza. Šele zadnja leta gurmanske restavracije ponujajo tudi zrezke iz govedine vagju, ki se glede na nabavno ceno gibljejo okoli 50 evrov (stanje 2011).

## Meso
Za razliko od drugega goveda maščoba v mesu goveda vagju ni lisasta, temveč enakomerno razporejena v zelo finem marmornem vzorcu v mišičnem mesu.
Izvoz mesa vagju, živega goveda, zarodkov ali semena z Japonske v Evropo je mogoč šele od sredine julija 2014. Današnja populacija zunaj Japonske izvira iz živali, ki so bile sredi 1990-ih izvožene v Združene države za znanstvene namene. Največje črede goveda vagju zunaj Japonske so v ZDA, Avstraliji in Kanadi. V Evropi govedo pasme vagju redi le nekaj rejcev; v Nemčiji so se prve živali vagju skotile leta 2006. Leta 2017 je bilo v združenju Vagju v Nemčiji organiziranih 140 rejcev in skrbnikov, leta 2019 pa 190.